# Luohans de ceràmica vidrada de Yixian

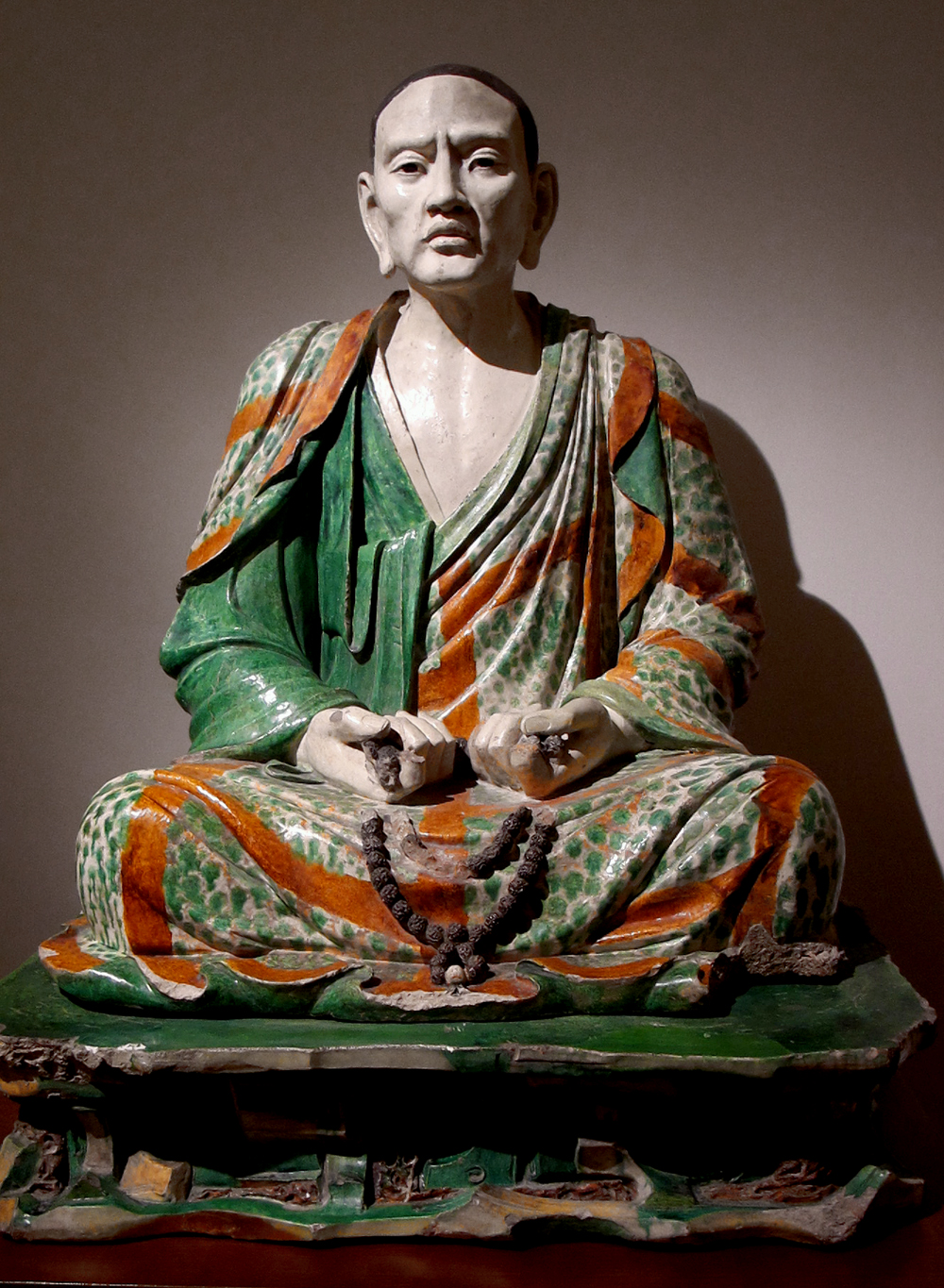
Exemplar del Museu Guimet.

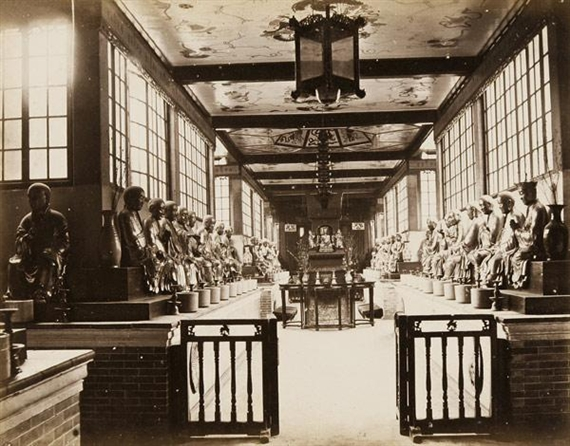
Sala luohan xinesa.

Els Luohans de ceràmica vidrada de Yixian són un conjunt d'escultures de ceràmica vidrada de mida natural assignades al període de la dinastia Liao (907-1125). : 易县; en xinès tradicional:易縣 ; en pinyin: Yì Xiàn), al sud de Pequín, que es van descobrir a les coves d'I Chou (I-chou, Yizhou) a Yi Xian o comtat de Yi, Hebei, abans de la Primera Guerra Mundial.
Han estat descrits com «un dels grups d'escultures de ceràmica més importants del món». Van arribar al mercat internacional de l'art i van ser comprats per a col·leccions occidentals. Almenys vuit estàtues originals van ser trobades, incloent un gran fragment que durant molt de temps es va pensar que havia estat destruït a Berlín durant la Segona Guerra Mundial, però que recentment va ser vist a Rússia. Altres es troben ara a les següents col·leccions: el Museu Britànic a Londres, dues al Museu Metropolità d'Art a Nova York, el Museu Reial d'Ontario a Toronto, el Museu de Belles Arts de Boston, el Museu Penn, Filadèlfia, el Museu Nelson-Atkins, Kansas City, el Museu Guimet de París i una col·lecció japonesa. Amb l'exemple «perdut» de Berlín, fa un total de deu figures. Hi ha fragments probablement del mateix conjunt en altres col·leccions. Les circumstàncies de la troballa, i els esdeveniments subsegüents a mesura que les figures van arribar al mercat de l'art, han estat objecte de molta recerca acadèmica, sense estar del tot aclarides.
Un luohan -sovint escrit luóhàn- és el terme xinès per a un arhat, un dels deixebles històrics de Buda. A mesura que es va desenvolupar la tradició budista, i especialment als països budistes de l'Àsia oriental, la quantitat de arhats o luohans va tendir a augmentar, i almenys els més importants van ser considerats com quasi bodhisattavites completament il·luminats, amb una àmplia gamma de sobrenaturals i potestats. D'accord amb la tradició budista, grups de 16, 18 o 500 luohans esperaven l'arribada de Maitreya, el futur Buda, aquests grups s'usaven amb freqüència a l'art budista de l'Àsia oriental. La majoria dels estudiosos pensa que el conjunt complet va tenir figures per a l'agrupació principal xinesa típica de setze o divuit arhats, encara que William Watson descriu aquesta «suposició usual» com «facultat especulativa». Aquests i d'altres grupss més petits de sis o vuit van rebre noms i personalitats en la tradició budista.
Aquest conjunt és excepcional en la seva qualitat i la individualitat de cada figura; s'ha suggerit que també eren retrats de notables monjos contemporanis. Per Watson, són «exemples excel·lents del pseudoretrat naturalista de l'època, que mostren amb gran perfecció una idealització de la cara», on «únicament l'elongació dels lòbuls de les orelles segueix la iconografia [tradicional budista]». El cabell verd d'algunes de les figures també és una desviació del naturalisme. La troballa el 1912 sembla no haver estat e] la ubicació original del grup, que es desconeix, i el conjunt de 16 o 18 figures probablement va ser fet per ser col·locat e] plataformes al llarg de les parets d'una «sala luohan» en un temple. Les bases calades tenien la intenció de suggerir muntanyes; les pintures de luohans sovint les mostren pujade en petits cims, la qual cosa indica els retirs a la muntanya del monjo ascètic.

## Galeria

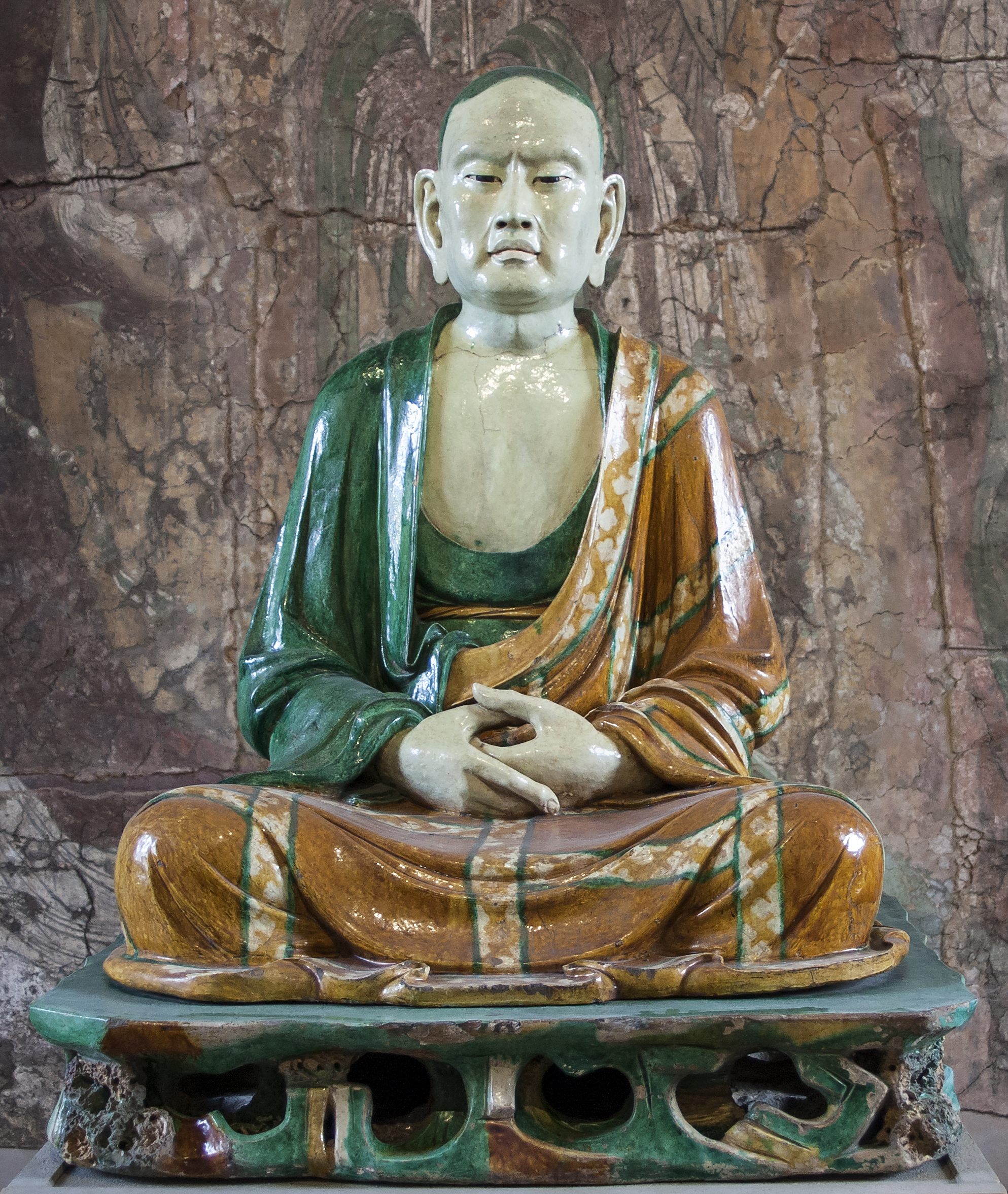
Museu Britànic, Luohan assegut de Yixian.
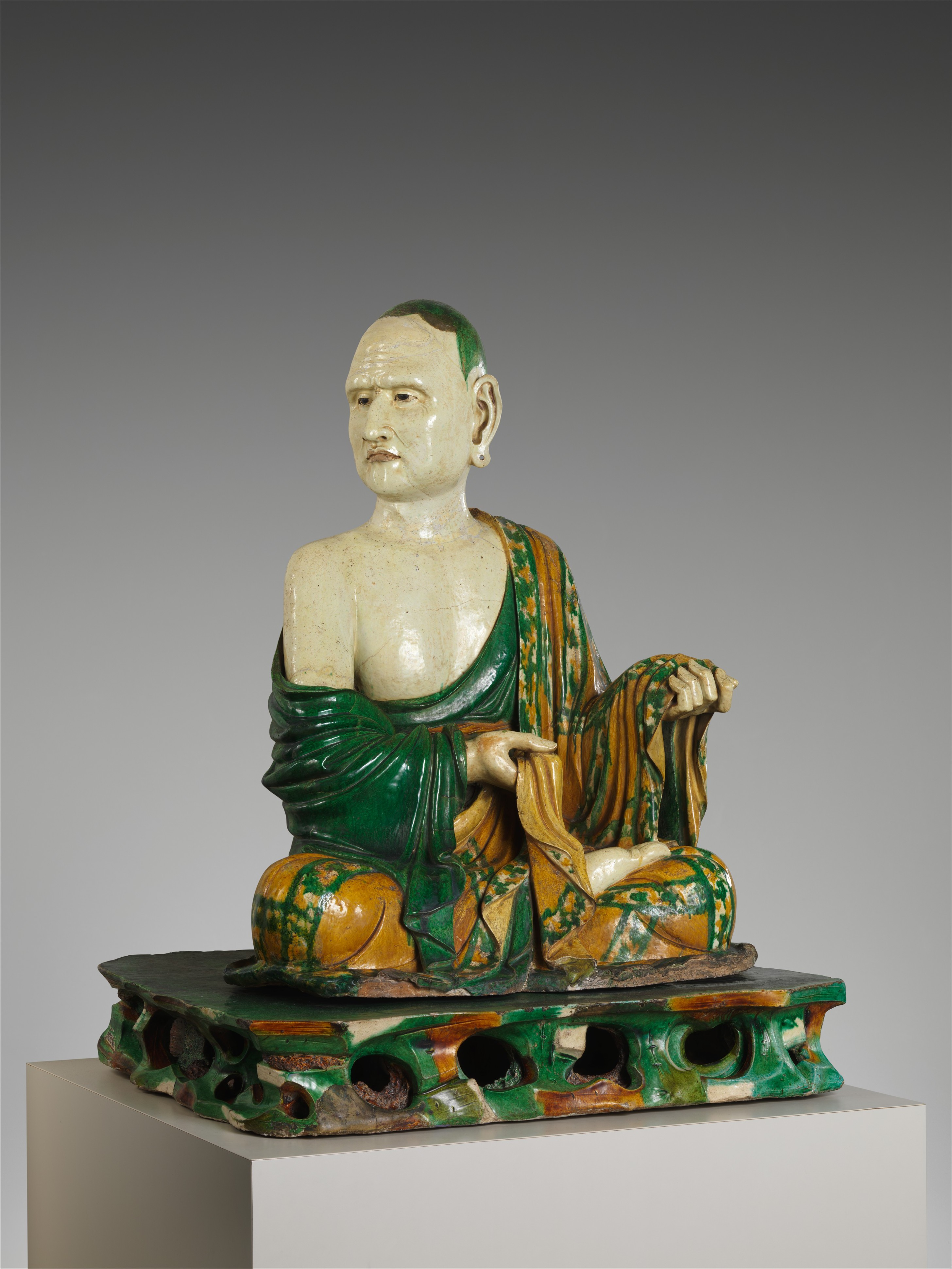
Luohan de Yixian al Museu Metropolità d'Art, amb el cap girat cap a la dreta.
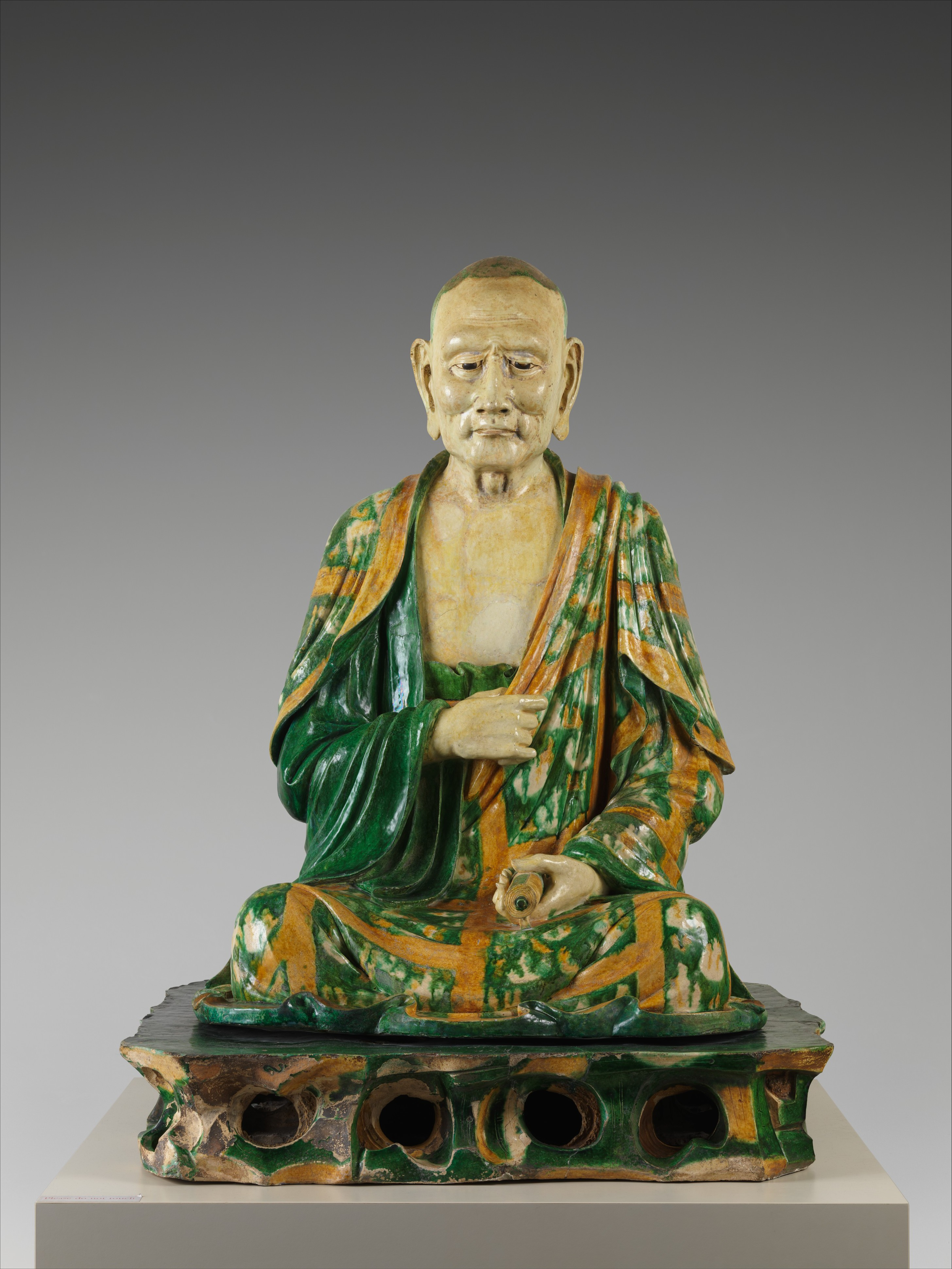
Una altra escultura del mateix museu, representant un monjo de més edat.
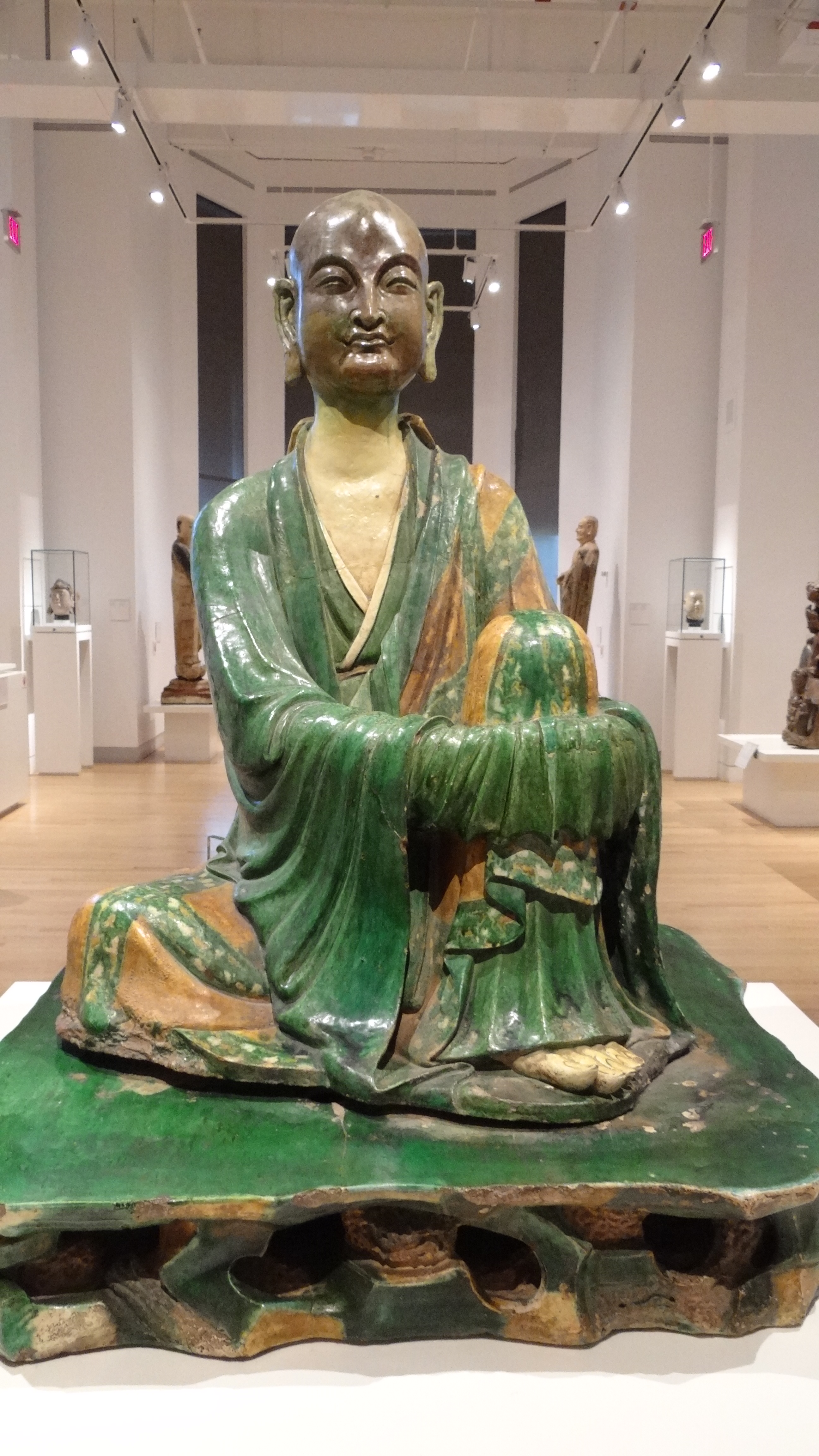
Luohan al Museu Reial d'Ontario de Toronto.

## Datació

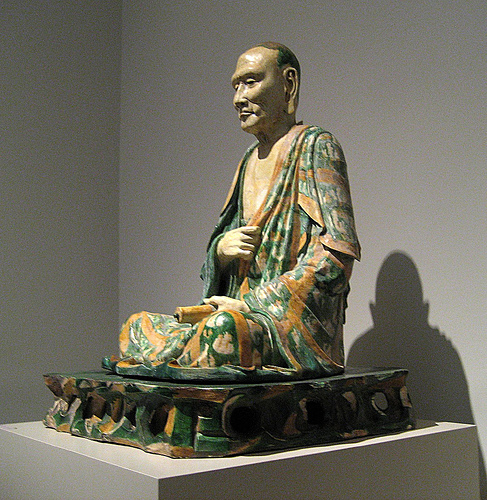
La més antiga de les figures de Nova York, vista de costat.

En els seus primers anys a l'occident, les figures en general s'assignaven a la dinastia Tang (618-907), i alguns proposaven diverses dates posteriors en el període de la dinastia Ming o les de les dinasties entremig. Però una data a la regional dinastia Liao (916-1125) va arribar a ser la més preferida, encara que en els últims anys es daten cada vegada més, parcialment als resultats dels mètodes de datació científica, a començaments del segle xii, que es basa principalment en els següents períodes de la dinastia Jin (1115-1234).
Les proves de datació per termoluminescència de les estàtues a Filadèlfia i Nova York van produir una data de punt mitjà de 1210, ± 100 i 200 anys respectivament, estant el punt mitjà durant el període de la següent dinastia Jin. Derek Gillman suggereix la data específica de 1159, perquè coincideixi amb la renovació registrada d'un gran temple en la regió, que també proposa com a candidat per la seva ubicació original. Es va trobar una moneda de principis del segle xii dintre de la figura del museu de Boston.